# Knud Hage-Hansen
Knud Jannich Hage-Hansen, född 19 september 1914 i Århus, död 14 april 2003 i Svendborg, var en dansk-svensk arkitekt.
Hage-Hansen, som var son till köpman Ejler Hage-Hansen och Betty Olesen, avlade byggnadskonstruktörsexamen i Köpenhamn 1938 och utexaminerades från Kunstakademiets Arkitektskole 1949. Han blev avdelningsarkitekt vid Boligdirektoratet i Oslo 1949, vid Bertil Hööks arkitektbyrå i Luleå 1951, avdelningsarkitekt vid Norrbottenskommunernas arkitekt- och byggnadsbyrå 1957 och drev egen arkitektbyrå i Skellefteå från 1959. Han ritade bland annat kontorsbyggnad för Västerbottens läns skogsägareförening och Västerbottens brandförsäkringsbolag, Thylinhallen, EFS-huset i Skellefteå, församlingshus i Boliden, sporthall för Boliden Gruv AB i Laisvall och ålderdomshem i Pajala.